# Motor trasero y tracción en las cuatro ruedas

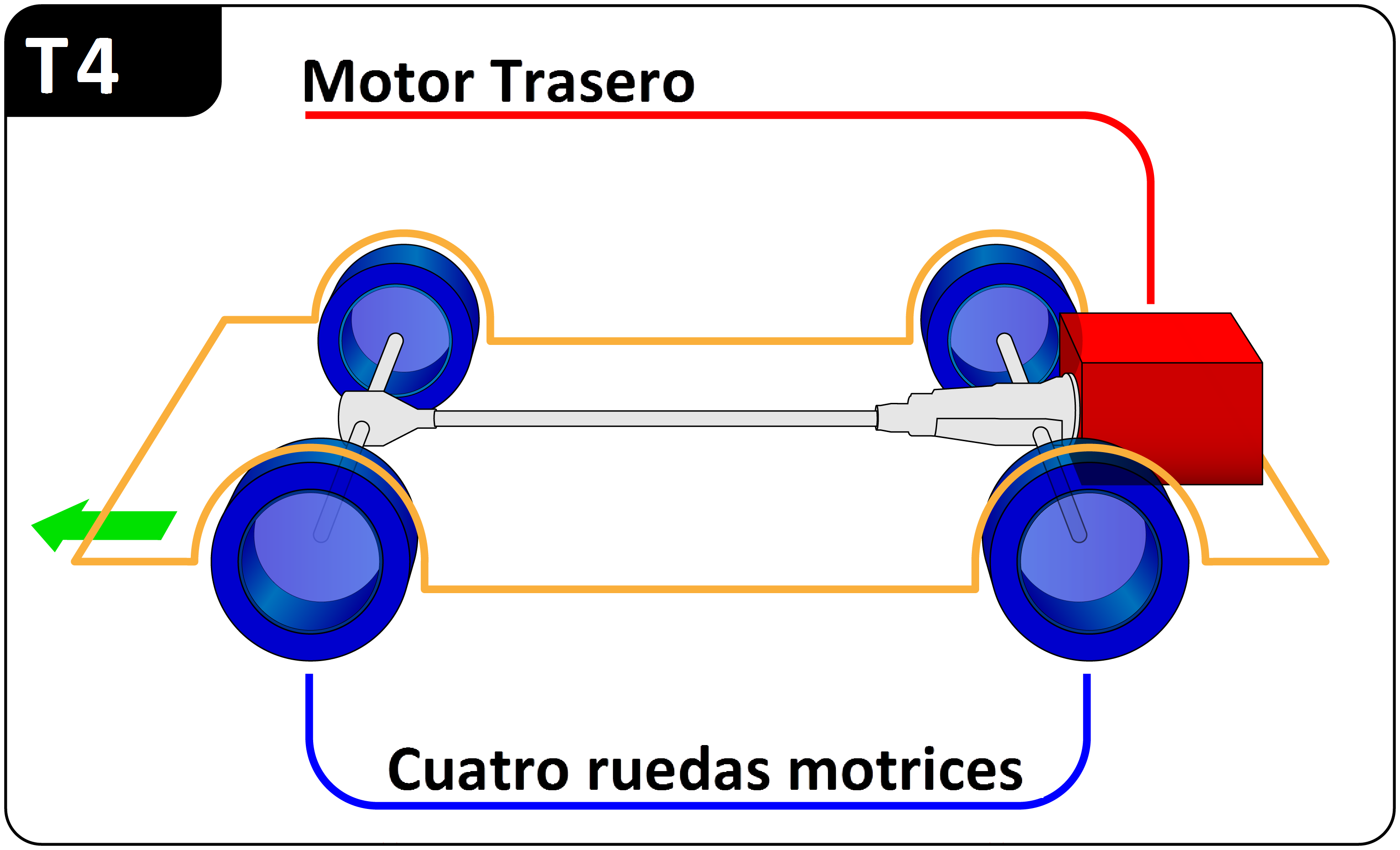
Diseño T4, el motor se encuentra detrás del eje trasero

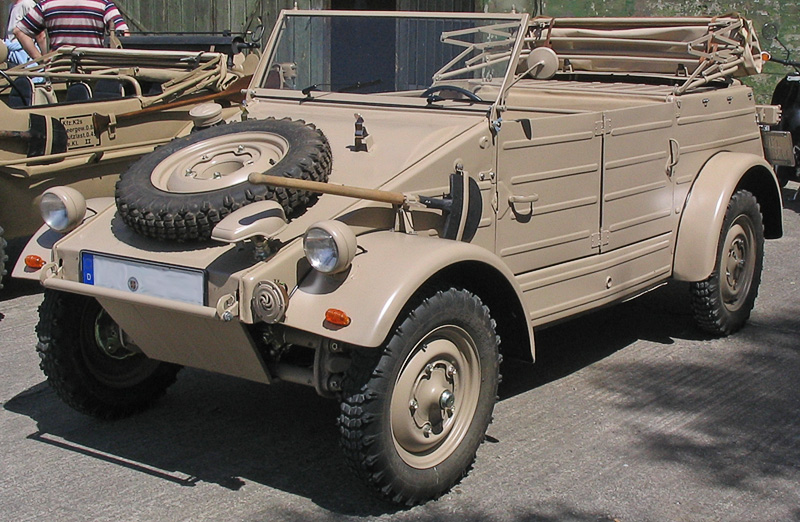
Volkswagen Kübelwagen de la Segunda Guerra Mundial

En diseño de automóviles, una configuración con motor trasero y tracción en las cuatro ruedas (T4) se caracteriza por tener el motor, que acciona las cuatro ruedas motrices, situado en la parte trasera del vehículo, por detrás del eje posterior.
Este diseño se suele adoptar para mejorar la tracción o las condiciones de conducción de diseños de vehículos existentes con motor trasero y tracción trasera (TT). 

## Características
El diseño T4 es muy raro, solo se ha utilizado en un pequeño número de vehículos de serie. Entre los vehículos notables con este diseño figuran varios deportivos Porsche de alto rendimiento, incluido el 959, el 911 Turbo desde la introducción de la versión turboalimentada de la serie 993 en 1995 y el 911 Carrera 4 introducido con la serie 964 en 1989. 
Algunas variantes del Volkswagen Kübelwagen (el vehículo militar basado en el escarabajo con motor trasero utilizado por Alemania en la Segunda Guerra Mundial), se produjeron con tracción en las 4 ruedas, incluidos los Tipos 86, 87 y 98. Además, algunos Vanagons/Microbuses se comercializaron en la versión 4WD Syncro.

## Ejemplos

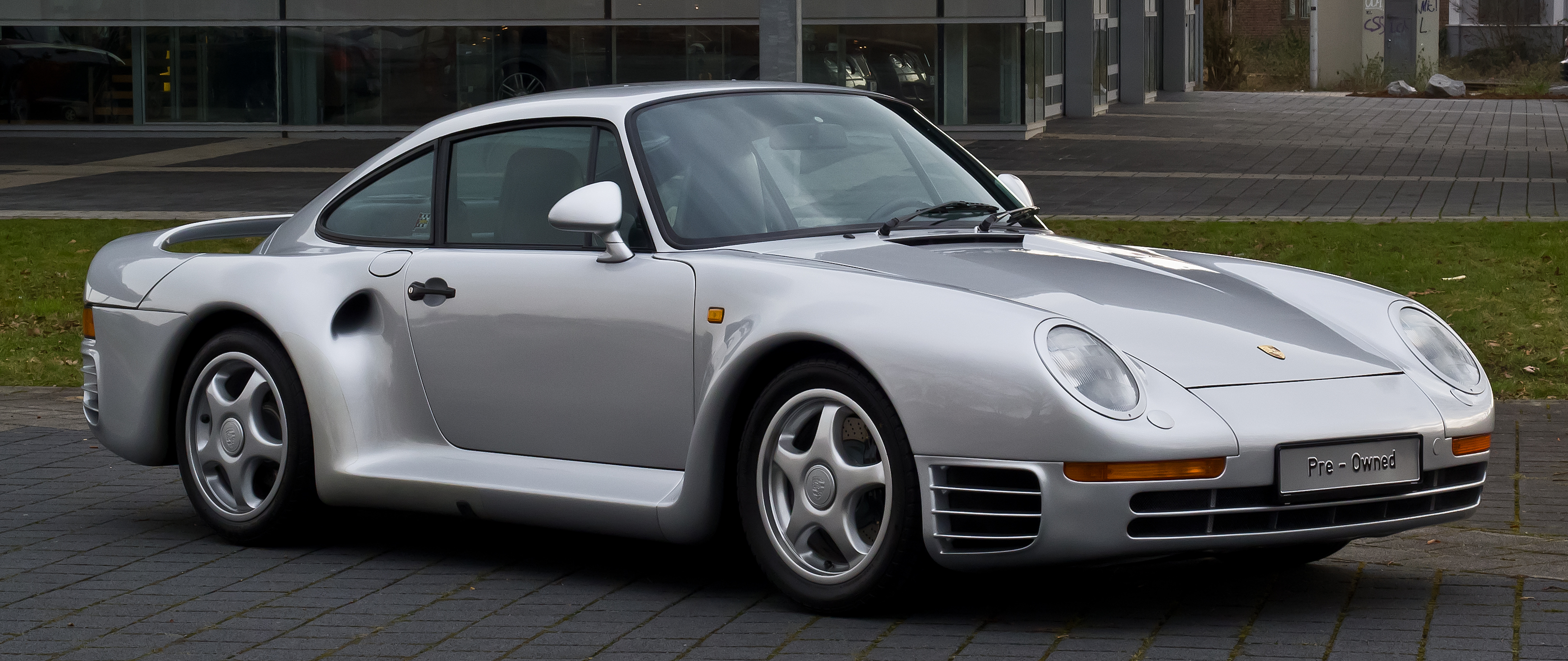
Porsche 959, motor trasero, tracción en las cuatro ruedas, con una velocidad máxima de 197 a 211 millas por hora (317 a 340 km/h)
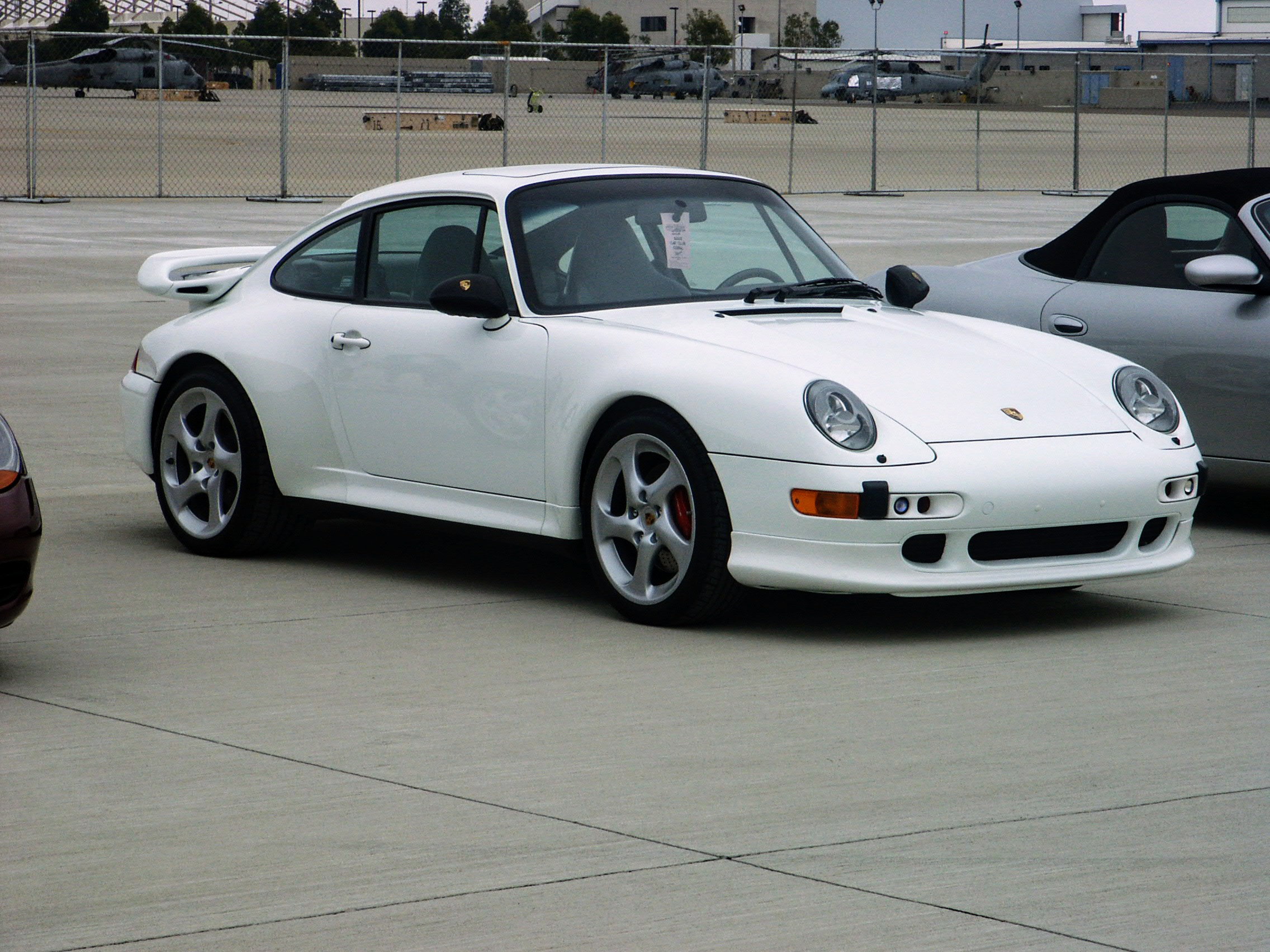
Porsche 993 Turbo
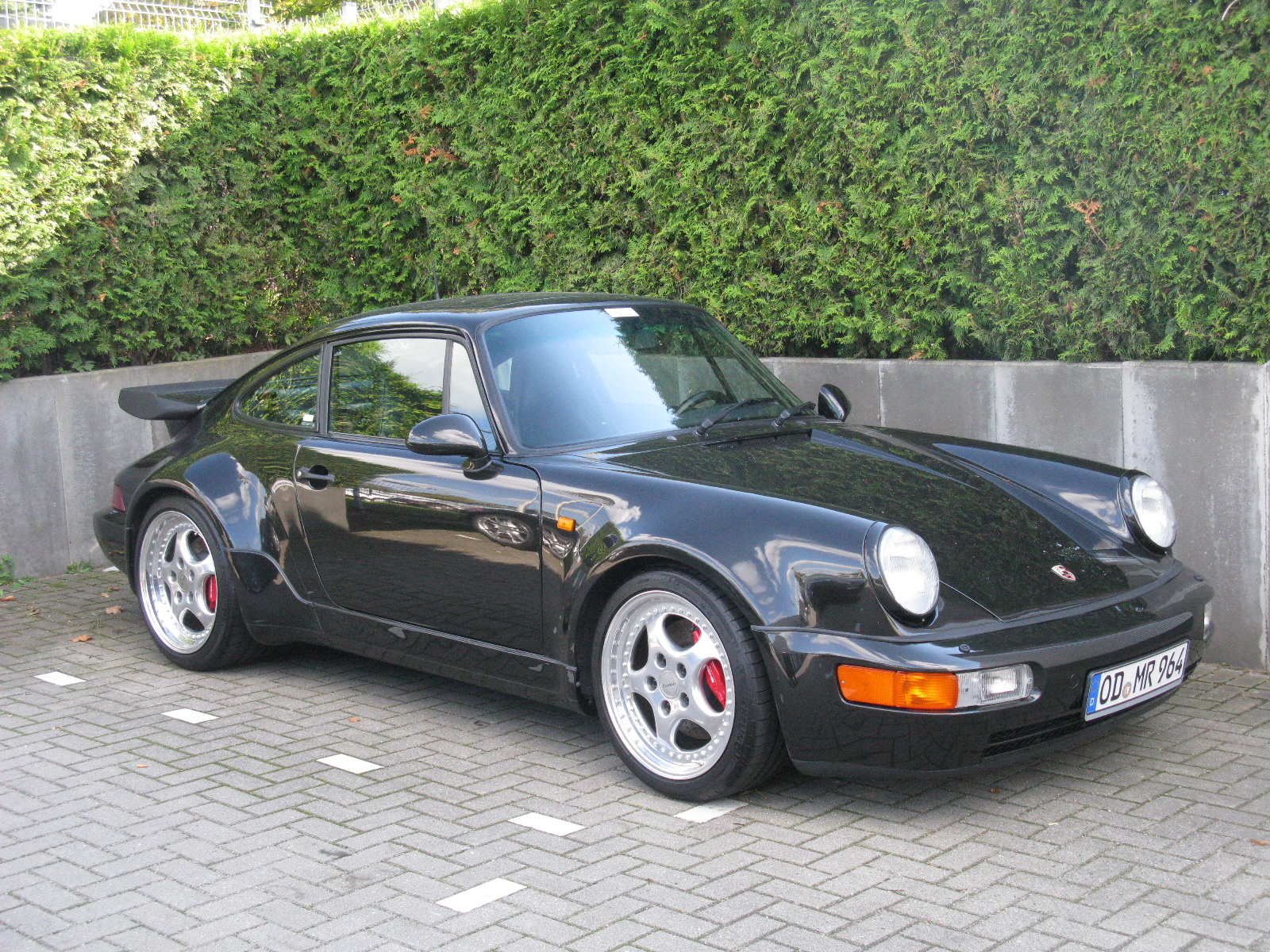
Porsche 964
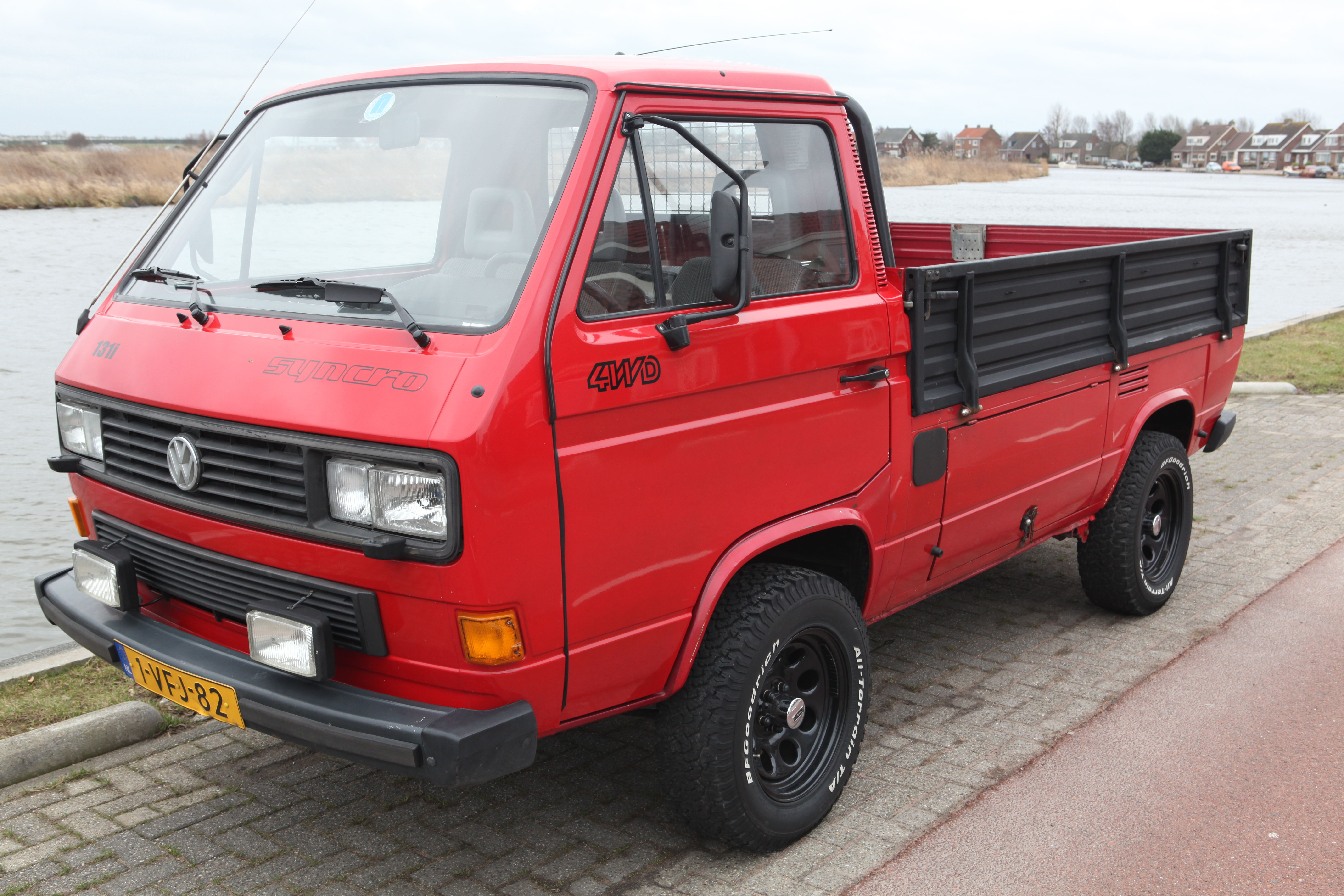
Camión Volkswagen Transporter Syncro 4WD
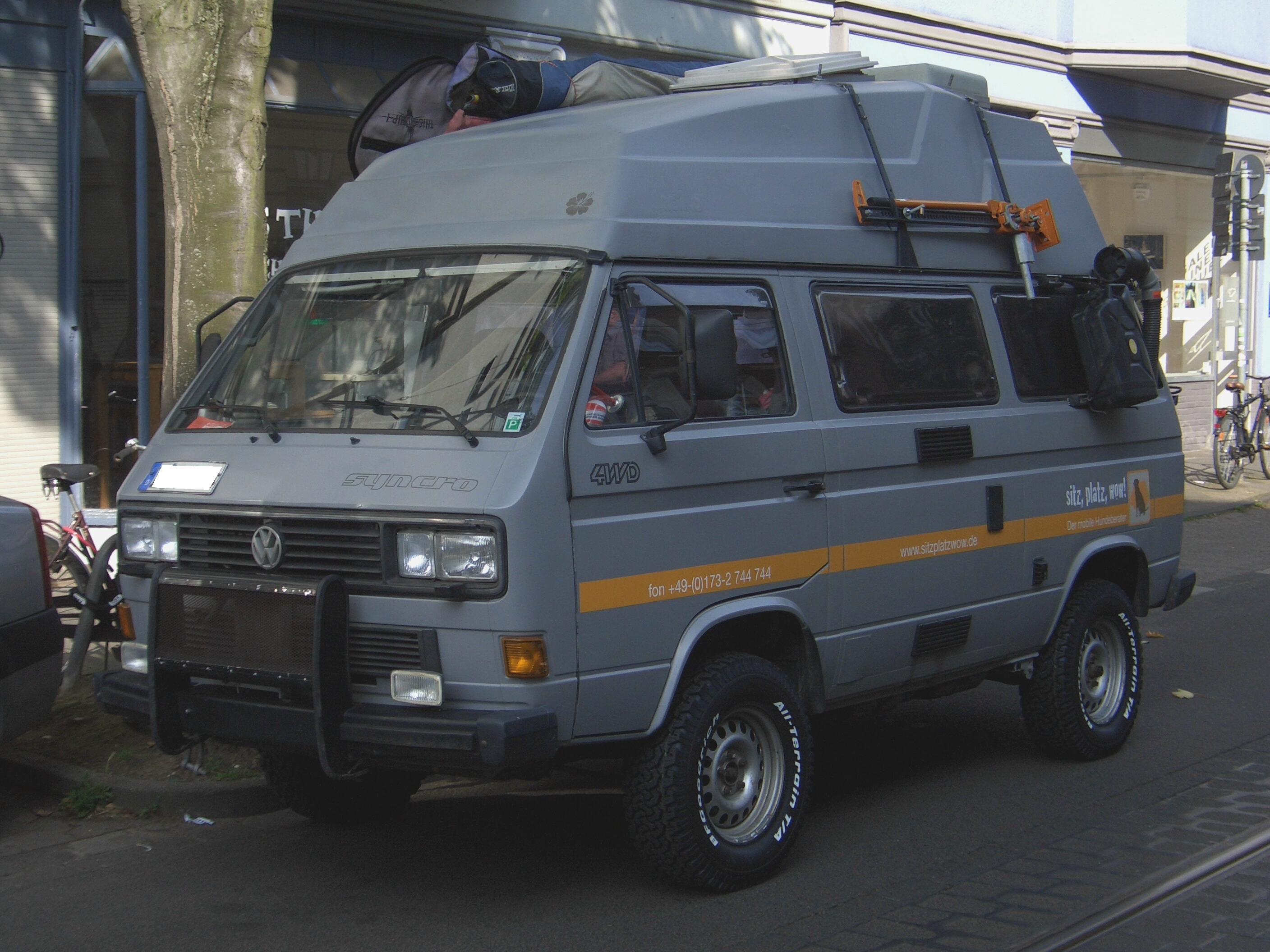
Volkswagen Syncro 4WD Van
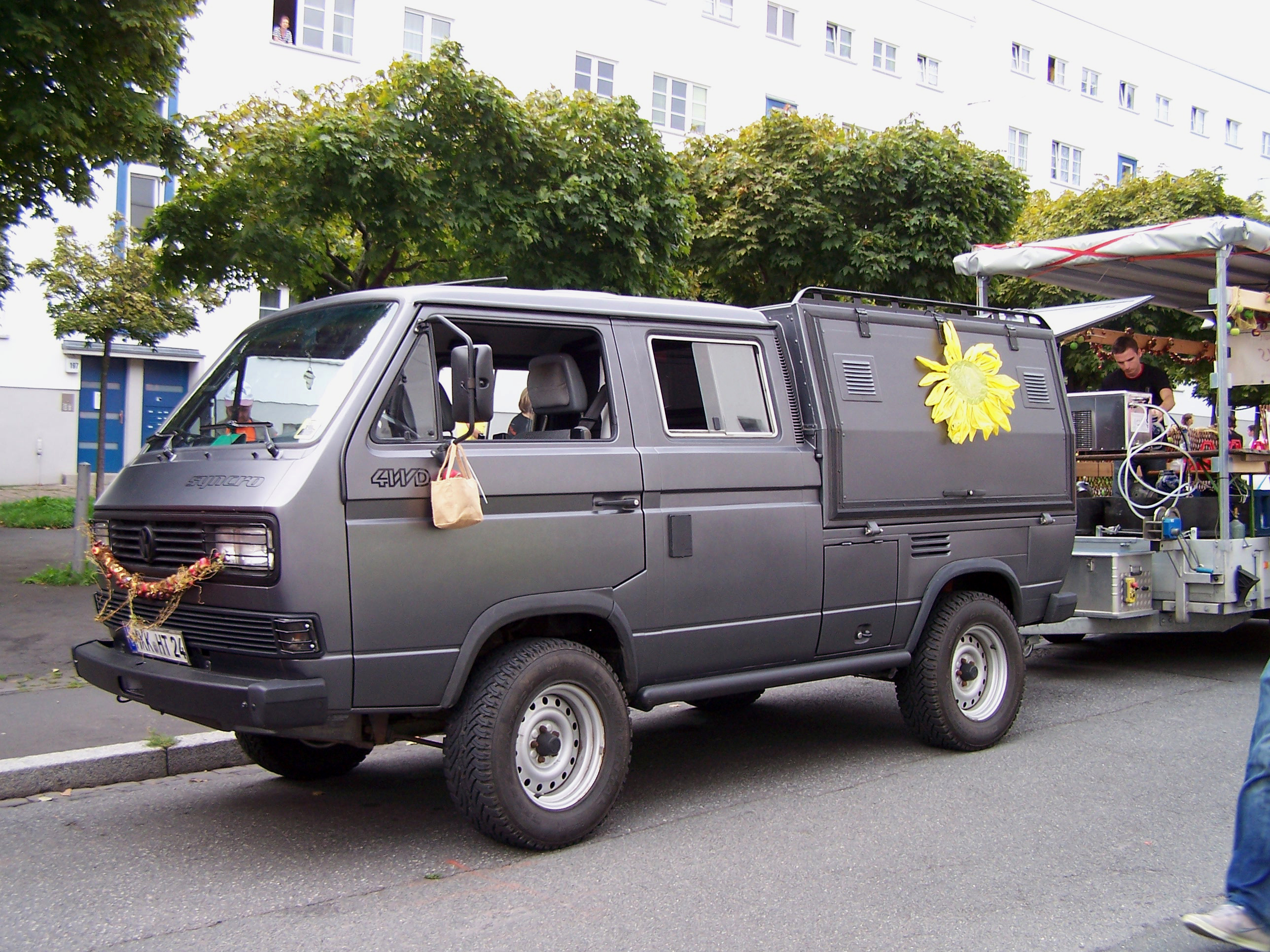
Volkswagen Syncro 4WD
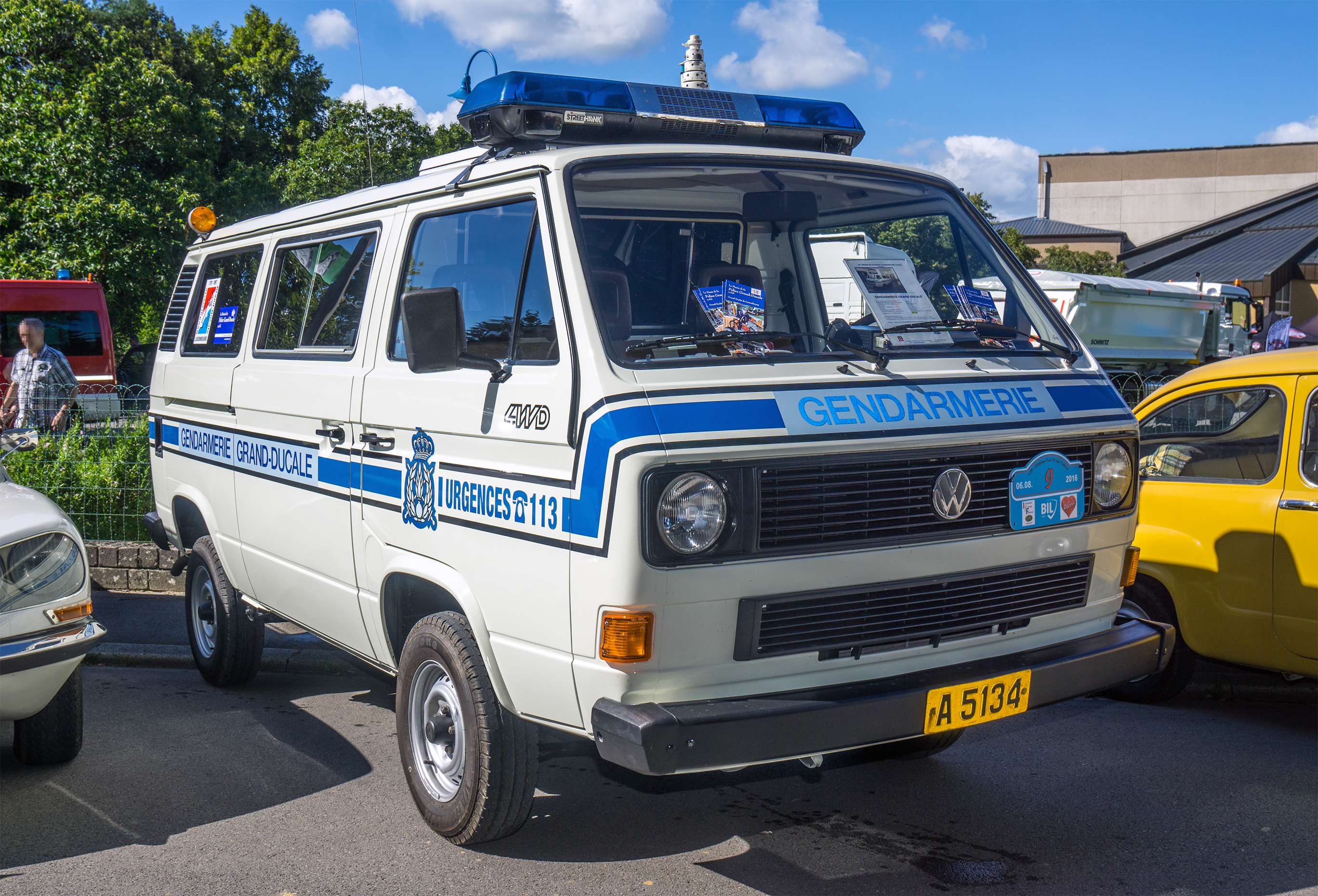
Volkswagen Transporter Syncro 4WD
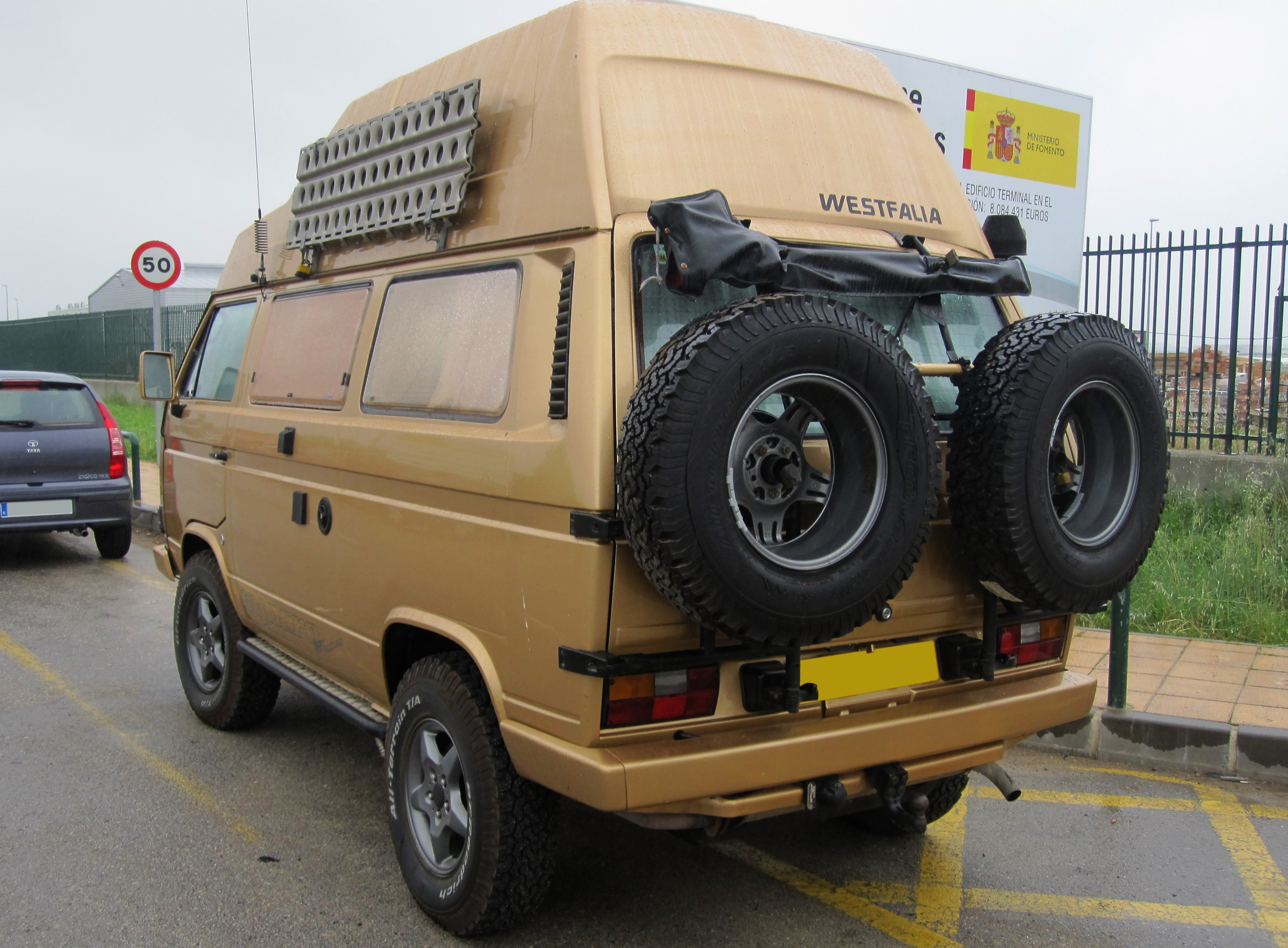
1989 Volkswagen Caravelle Club Westfalia Syncro
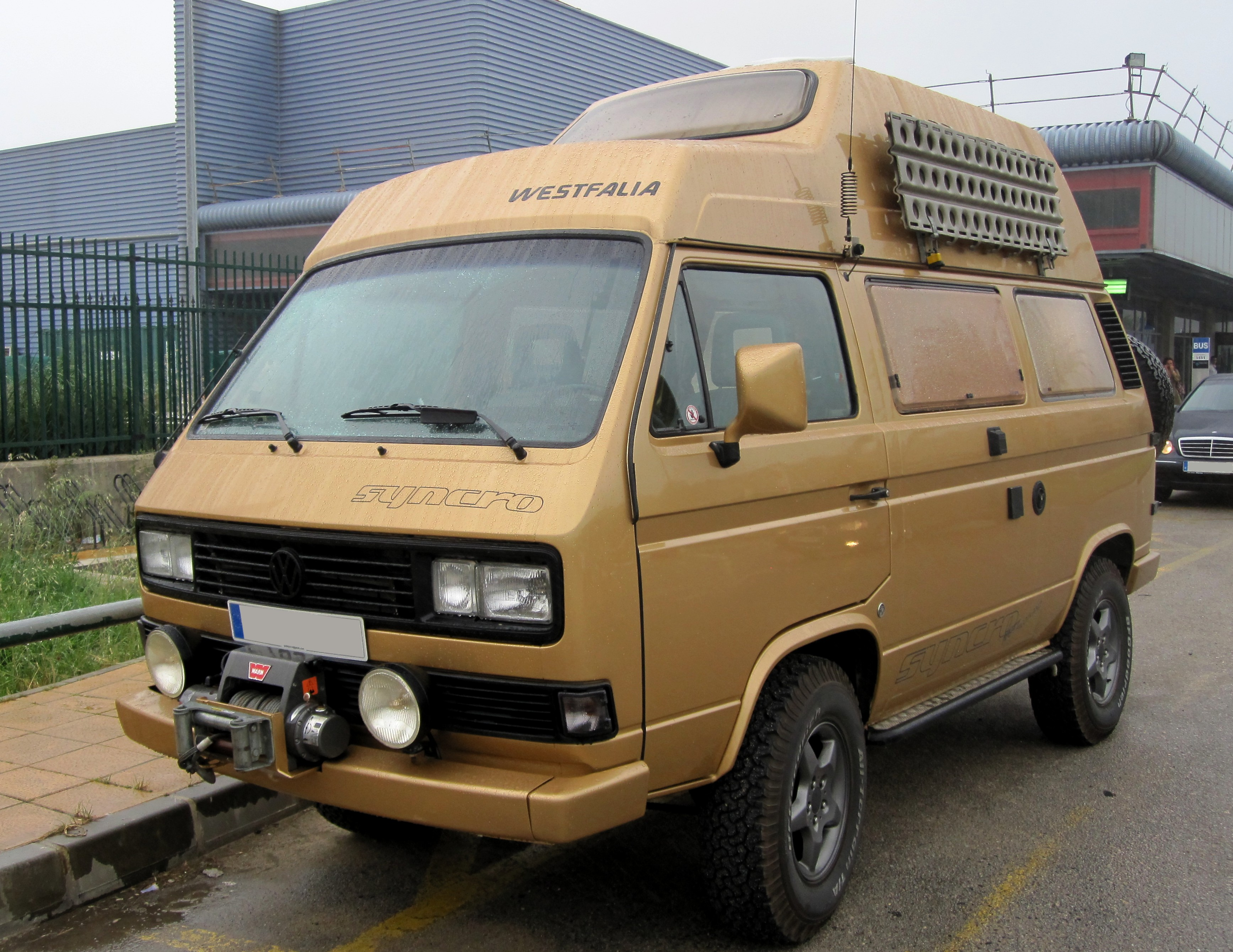
1989 Volkswagen Caravelle Club Westfalia Syncro
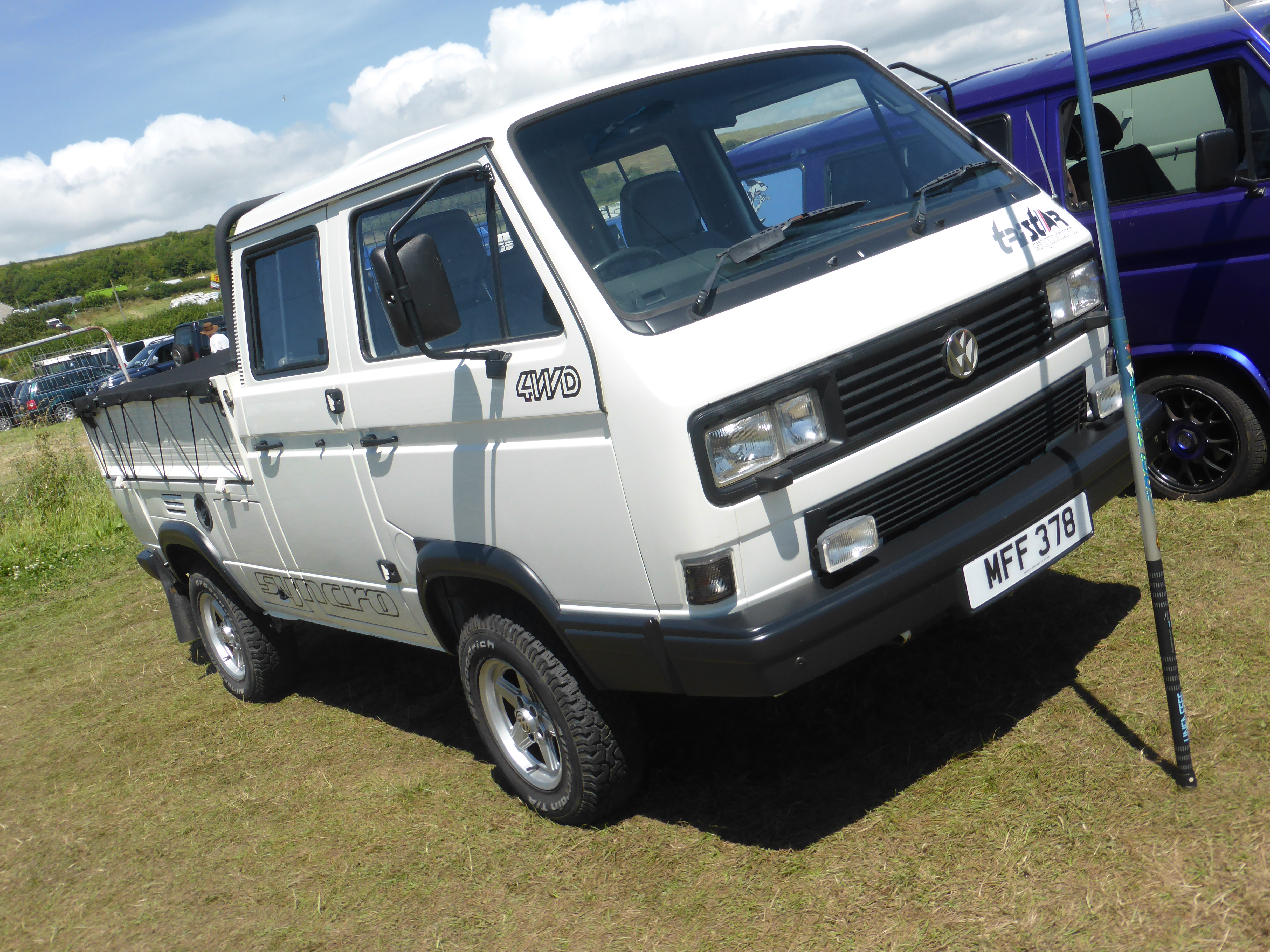
Volkswagen T3 Tristar Syncro (1990)